# Старокуктовский сельсовет
Старокуктовский сельсовет  — муниципальное образование в Илишевском районе Башкортостана.

## История
Согласно «Закону о границах, статусе и административных центрах муниципальных образований в Республике Башкортостан» имеет статус сельского поселения.

## Население
| 2002 | 2009 | 2010 | 2012 | 2013 | 2014 | 2015 |
| ---- | ---- | ---- | ---- | ---- | ---- | ---- |
| 939  | ↗991 | ↘955 | →955 | ↗957 | ↘947 | →947 |
| 2016 | 2017 | 2018 |      |      |      |      |
| ↘946 | →946 | ↗961 |      |      |      |      |

## Состав сельского поселения
| № | Населённый пункт | Тип населённого пункта       | Население |
| - | ---------------- | ---------------------------- | --------- |
| 1 | Старокуктово     | село, административный центр | ↘669      |
| 2 | Красный Октябрь  | деревня                      | ↘154      |
| 3 | Ибрагим          | деревня                      | ↗132      |